# Markthalle (Saint-Jean-d’Angle)

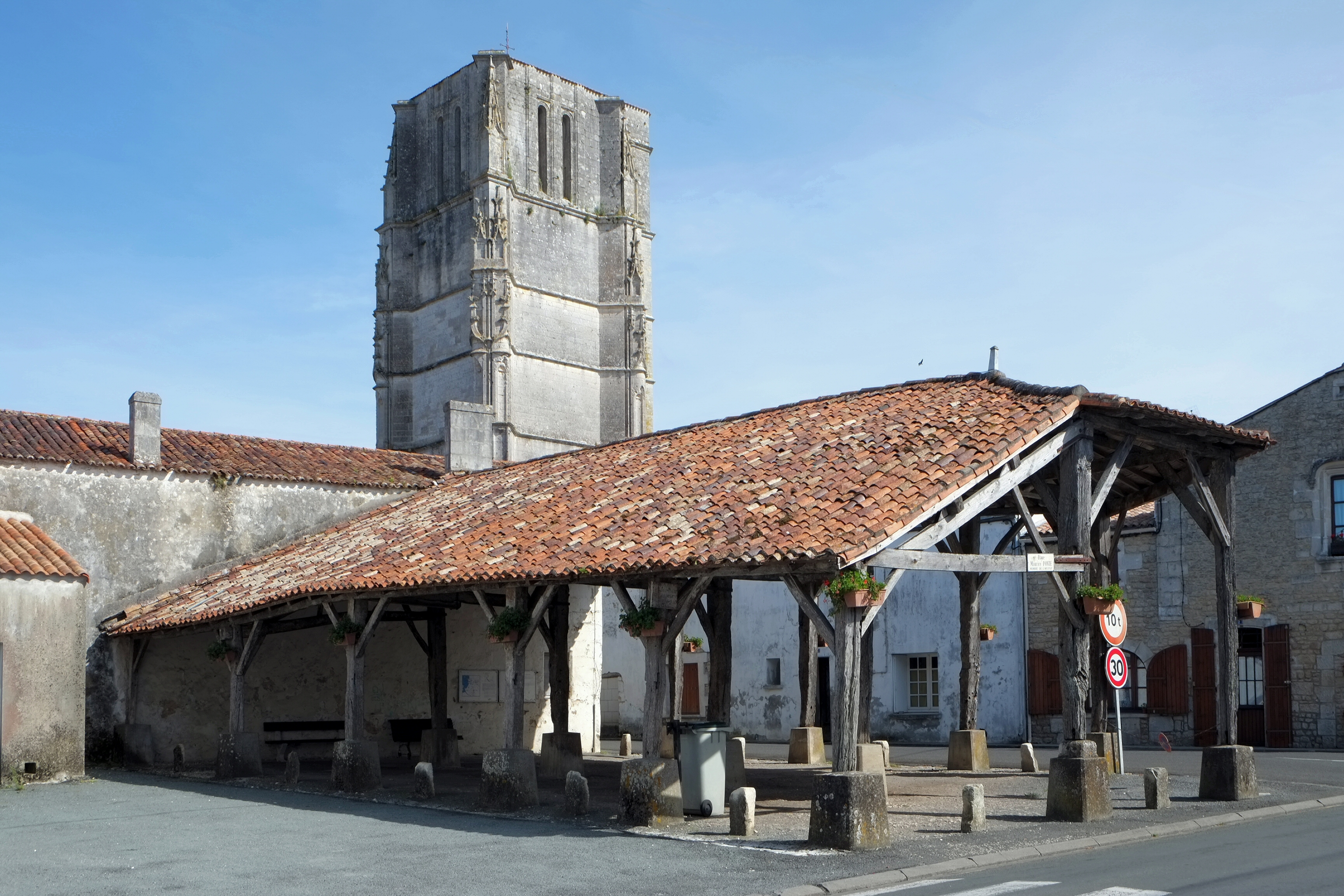
Markthalle in Saint-Jean-d’Angle, dahinter die Kirche Saint-Jean-Baptiste

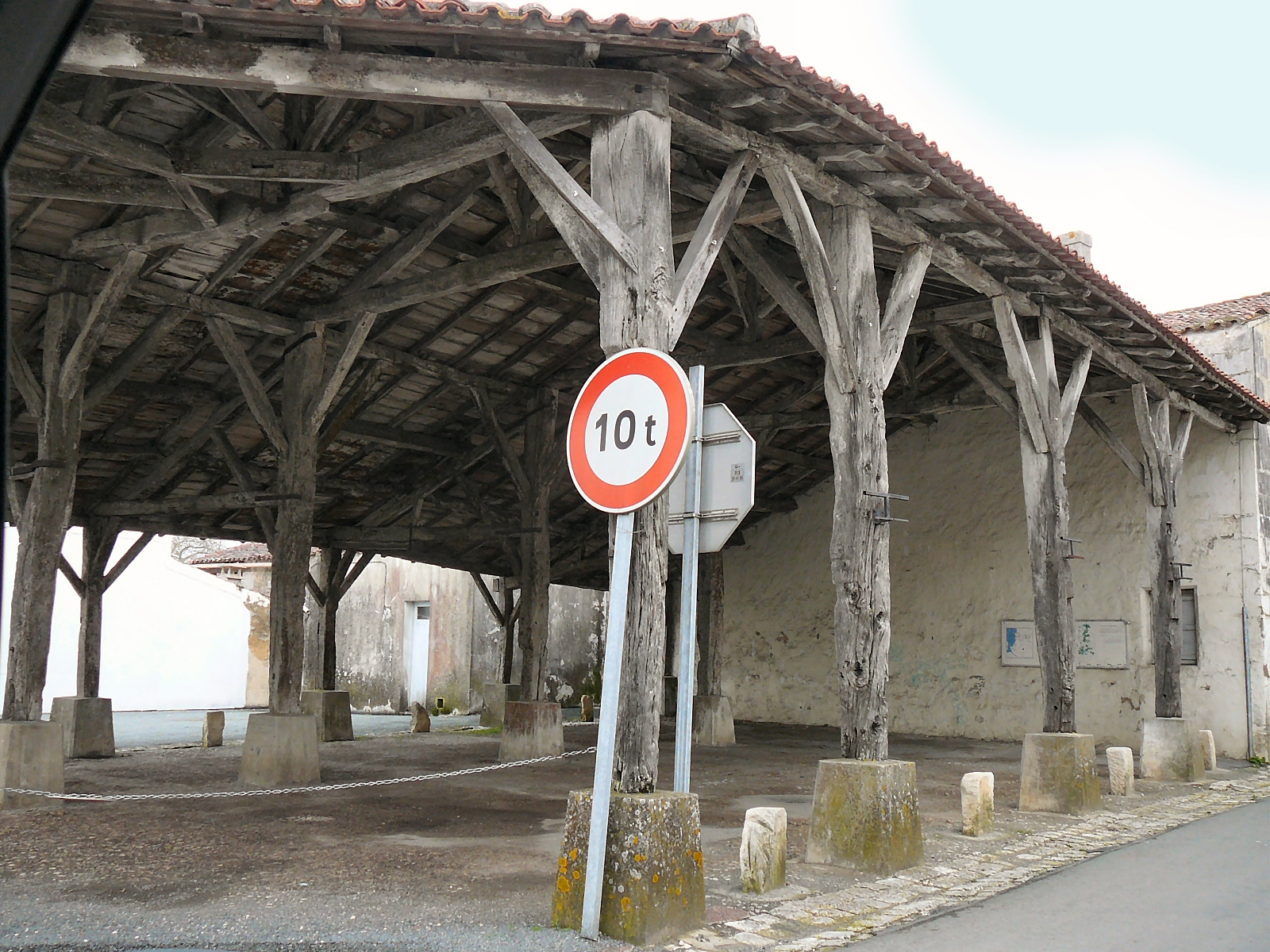
Innenansicht

Die Markthalle in Saint-Jean-d’Angle, einer französischen Gemeinde im Département Charente-Maritime in der Region Nouvelle-Aquitaine, wurde im 17. Jahrhundert errichtet. Die Markthalle an der Rue Maurice Ponte steht seit 2011 als Monument historique auf der Liste der Baudenkmäler in Frankreich.
Die an allen Seiten offene Markthalle besteht aus einer Holzkonstruktion, die von hölzernen Pfeilern getragen wird. Das Gebäude ist circa zehn Meter breit und 20 Meter lang, an der Ostseite ist ein Haus angebaut. Die Markthalle wird von einem Satteldach mit Ziegeldeckung abgeschlossen.